# Дефекация сахарного сока

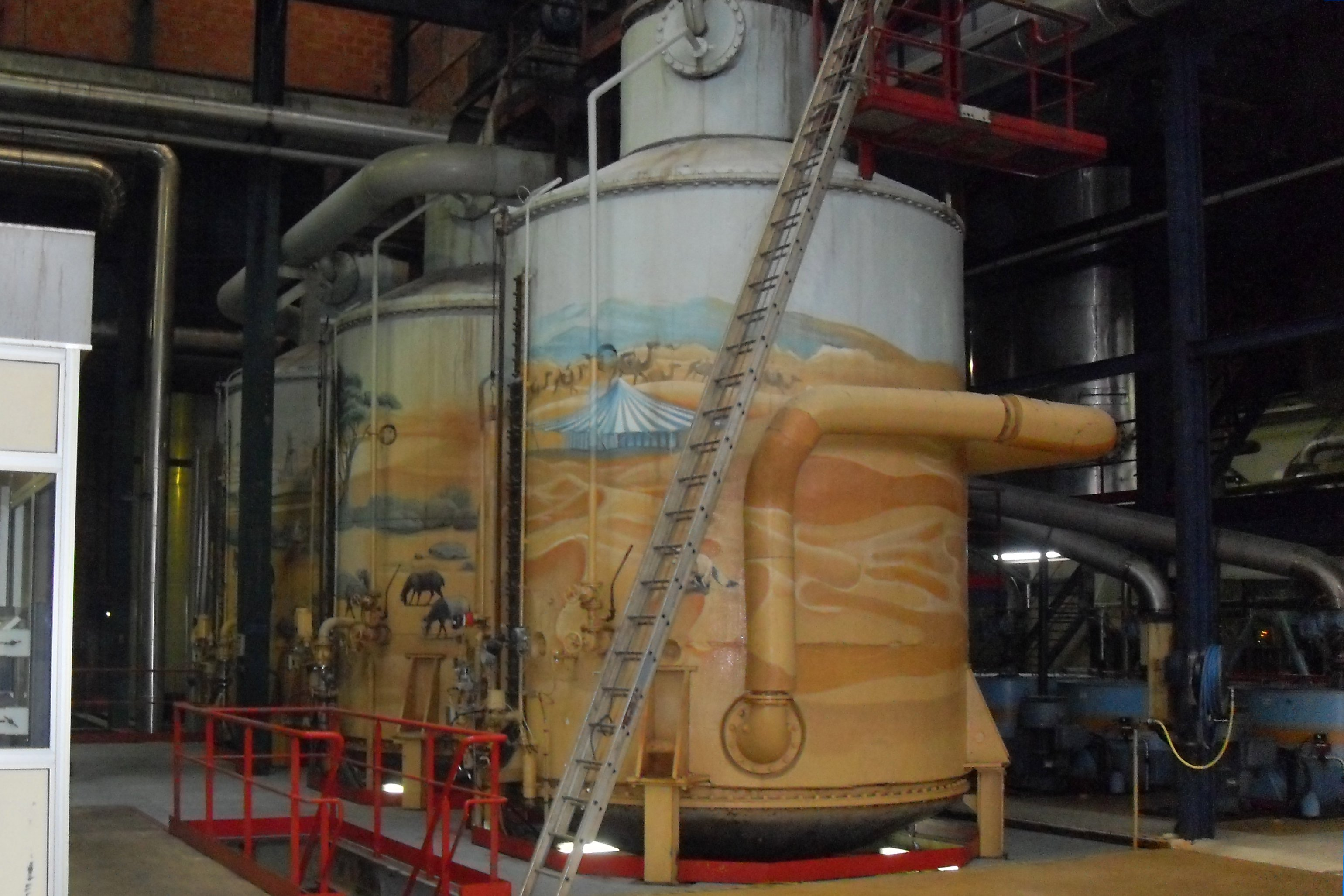
Производственная линия сахарного завода, Германия

Дефека́ция са́харного со́ка (от лат. defaecatio — «очищение») — процедура, применяемая при производстве сахара, для очистки свекловичного или тростникового сока от различных примесей посредством негашёной извести. 

## Определение
Одной из основных стадий производства сахара является очистка сырого свекловичного или тростникового сока от различных примесей, которые препятствуют дальнейшей концентрации и кристаллизации сахарозы, что необходимо для получения белого сахара. Для этой цели среди различных реагентов в сахарной промышленности применяется пять: CaO (негашёная известь), SO₂ (сернистый ангидрид), P₂O₅ (фосфорный ангидрид), CO₂ (углекислый газ) и MgO (жжёная магнезия). Процедуру очистки принято называть «дефекацией» только в случае использования негашёной извести, которая используется в подавляющем большинстве случаев. 
В процессе дефекации подогретый сахарный сок перемешивается с известью, которая посредством множественных эффектов часть нежелательных примесей разрушает химически, другую часть химически связывает в слаборастворимые осадки и, наконец, основную массу нежелательных примесей физически связывает внутри плохорастворимых осадков других соединений. Из полученной в результате массы затем легко выпаривают раствор собственно сахарозы, которую затем концентрируют и кристаллизуют, а накопленный осадок — дефекационную грязь — утилизируют.

## Химия и физика дефекации
Химический эффект дефекации в чистом виде незначителен и позволяет избавиться лишь от 1—2% примесей. В результате химических реакций происходит разложение многих органических кислот, включая щавелевую, винную и другие, а также коагуляция альбуминов. Кроме этого происходит частичное разрушение пектиновых веществ, а многие пигменты связываются в нерастворимые осадки. 
Нежелательным химическим эффектом дефекации является образование некоторого количества сахарата кальция. Последствия этого эффекта преодолеваются на следующей стадии обработки сока, сатурации, когда посредством обработки углекислым газом кальций связывается в карбонат кальция и выпадает в осадок, который удаляется: Ca(C₁₂H₂₁О₁₁)₂ + CO₂ + H₂O = CaCO₃ + 2C₁₂H₂₂O₁₁
Ключевой эффект дефекации связан с физическими процессами, которые происходят в смеси сахарного сока и извести. Химическая коагуляция белков, находящихся в сахарном соке, приводит к образованию твердых хлопьеобразных осадков, а они в свою очередь физически осаждают молекулы других примесей, которые не вступают в химическое взаимодействие с негашёной известью, позволяя таким образом отфильтровать основную массу примесей из сахарного сока.

## Практика дефекации
Дефекацию как свекловичных, так и тростниковых соков выгодно проводить в два этапа. На первом этапе концентрация извести поддерживается на уровне 0,2—0,3%, т.к. слишком большая концентрация в сыром соке приводит к излишне быстрой коагуляции коллоидных веществ и образованию трудно отделимых осадков. На этом этапе обычно ставится задача поддержания кислотности сока на оптимальном уровне для данного сырья конкретного предприятия. Для тростниковых соков этот показатель часто составляет 6,3 pH. В зависимости от типа используемых дефекаторов нужный уровень кислотности поддерживают варьируя количеством добавляемой извести, температурой сока и длительностью дефекации. Например, повышение температуры сока увеличивает растворимость извести и позволяет уменьшить её расход. 
На втором этапе после образования первичных осадков концентрацию извести увеличивают в 10 раз до 2—3%. При этом образуется избыток извести в растворе и происходят химические и физические очистительные процессы, которые не смогли пройти при меньшей концентрации извести, и процедура дефекации завершается. 
Например, для тростниковых соков оптимальной считается такая последовательность действий, которая, однако, не может быть реализована на каждом предприятии в связи с уже установленным оборудованием и особенностями местного сырья.
1. Использование извести высокого качества с содержанием CaO на уровне 90—95%, причем примеси MgO не должна превышать 2%.
2. Известь добавляется не в сухом виде, а виде водного раствора, «молочка», температурой 80°С.
3. Добавление известкового молочка в холодный сахарный сок до достижения уровня кислотности 6,2—6,4 pH.
4. Нагрев сока до кипения.
5. Добавление известкового молочка до уровня кислотности 7,6—8,2 pH.
6. Повторный нагрев сока до кипения.
7. Выстаивание.